# Albaniens parlament
Albaniens parlament (albansk: Kuvendi i Shqipërisë), tidligere kendt som Kuvendi Popullor, fungerer som landets nationale folksamling og er et Etkammersystem bestående af 140 folkevalgte repræsentanter for en periode på fire år.

## Valg og ny sammensætning
Ved parlamentsvalget den 11. maj 2025 opnåede det herskende Socialistiske Parti (PS) under ledelse af Edi Rama en fjerde på hinanden følgende sejr med 83 mandater, svarende til ca. 52–53 % af stemmerne. Dermed kunne partiet fastholde sit absolutte flertal uden behov for koalitionspartner.
Oppositionens største blok, Demokratiske Parti (PD), stillede op i koalitionen "Aleanca për Shqipërinë Madhështore" (PD‑ASHM), og opnåede samlet 50 mandater, svarende til cirka 34 % af stemmerne.
Blandt de øvrige partier opnåede Socialdemokratiske Parti (PSD) 3 mandater, Partia Mundësia (Opportunity Party) fik 2, Lëvizja Bashkë (BASHKE) fik 1, NISMA‑SHB fik 1 og Liberal Bevæggelsen (LB) fik ligeledes 1 mandat.
Valgdeltagelsen var omkring 42 %, hvilket var lidt lavere end ved valget i 2021. Valget var første gang, hvor borgere bosat i udlandet havde mulighed for at stemme via post, og diasporaens stemmer havde mærkbar indflydelse på udfaldet i flere kredse.

## Ledelse og arbejdsperiode
Det nyvalgte parlament udgør den 32. lovgivende forsamling (XI pluralistiske periode) og har embedsperiode fra 2025 til 2029.
Edi Rama fortsætter som premierminister.
Den nuværende formand er Elisa Spiropali (PS), valgt den 28. juli 2024 efter Lindita Nikollas tilbagetræden."Speaker of Parliament Elisa Spiropali elected 28 July 2024". IPU Parline. Hentet 27. juli 2025.
De to næstformænd vælges når parlamentet mødes første gang efter sommeren 2025.

## Valgets forløb
Valget blev afholdt i en atmosfære præget af politisk polarisering. Den politiske debat centrerede sig om Albaniens fremtidige EU‑medlemskab, økonomisk stabilitet, og behovet for reformer af retsvæsnet. Internationale observatører roste valgets tekniske afvikling, men pegede på en række mangler som fx udnyttelse af offentlige ressourcer, pres på vælgere, og begrænset mediemæssig pluralisme.
EU har i en resolution anerkendt valgprocessens overordnede legitimitet, men samtidig opfordret til fremskridt i bekæmpelse af korruption, styrkelse af retsstatsprincipper og politisk inklusion.

## Politiske grupper i parlamentet 2025–2029
| Farve | Parti                                   | Forkortelse | Ideologi                            | Mandater |
| ----- | --------------------------------------- | ----------- | ----------------------------------- | -------- |
|       | Socialistiske Parti                     | PS          | Socialdemokratisme                  | 83       |
|       | Demokratisk Parti (i koalition PD‑ASHM) | PD          | Konservatisme, liberalkonservatisme | 50       |
|       | Socialdemokratiske Parti                | PSD         | Center-venstre                      | 3        |
|       | Partia Mundësia (Opportunity Party)     | PM          | Centrum                             | 2        |
|       | Lëvizja Bashkë                          | BASHKE      | Progressiv bevægelse                | 1        |
|       | NISMA‑SHB                               | NISMA       | Reformorienteret, borgerrettigheder | 1        |
|       | Liberal Bevæggelsen                     | LB          | Liberal demokrati                   | 1        |